# Kalman Ber
Kalman Meir Ber (hebr. ‏קלמן מאיר בר‎, ur. 24 grudnia 1957 w Tel Awiwie) – izraelski rabin, aszkenazyjski naczelny rabin Izraela od 2024 roku.

## Życiorys
Pochodzi z rodziny Żydów ultraortodoksyjnych. Jest potomkiem rabina Akiwy Egera oraz rabinów chasydzkiej dynastii Izhbitza-Radzin. W młodości uczęszczał do jesziwy prowadzonej przez organizację Bene Akiwa w Netanji oraz do jesziwy Kerem w Jawne, gdzie następnie został nauczycielem.
Od 2014 roku pełnił funkcję naczelnego rabina Netanji, został wybrany m.in. dzięki poparciu partii Żydowski Dom.
31 października 2024 roku został wybrany aszkenazyjskim naczelnym rabinem Izraela, wygrywając z rabinem Petach Tikwy Michą Halevim. W wyborach otwarcie popierany był przez Zjednoczony Judaizm Tory. Jego sefardyjskim odpowiednikiem wybrano rabina Dawida Josefa.